# Anne Ramsay

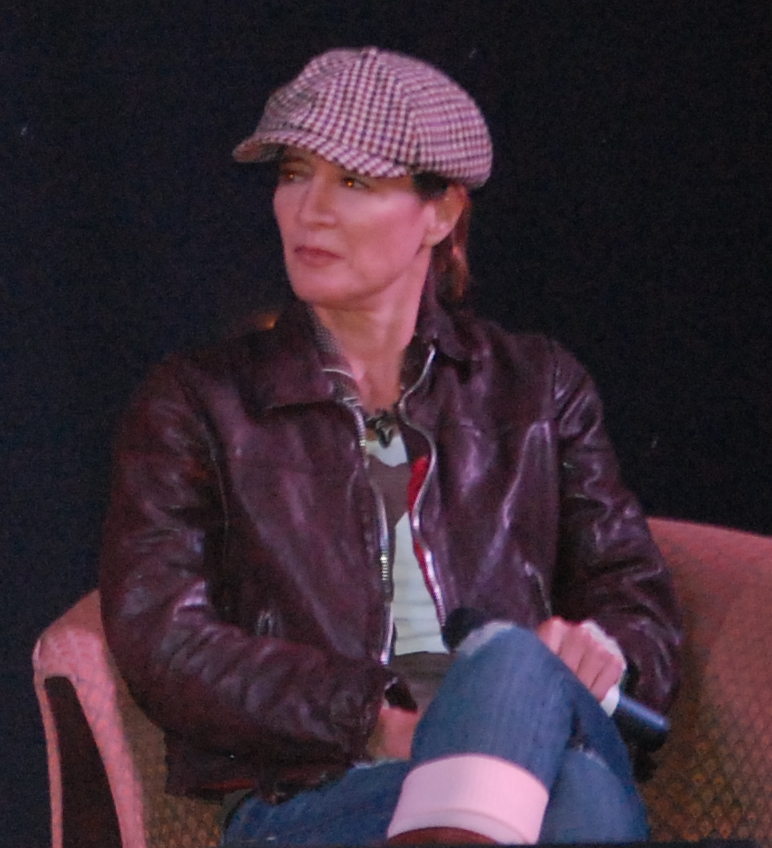
Anne Ramsay, 2009

Anne Elizabeth Ramsay (* 11. September 1960 in Los Angeles County, Kalifornien) ist eine US-amerikanische Schauspielerin.

## Leben
Anne Ramsay wurde in Los Angeles County geboren und wuchs in La Habra auf. Sie studierte Theater an der UCLA in Kalifornien. Ihr Studium beendete sie mit einem Bachelor.
Bekannt wurde sie durch ihre Rolle als Lisa Stemple in der Comedyserie Verrückt nach dir. Des Weiteren hatte Ramsay zahlreiche Gastauftritte, darunter in Six Feet Under – Gestorben wird immer, Dharma & Greg und The L Word – Wenn Frauen Frauen lieben. Eine größere Rolle hatte sie von 2009 bis 2011 in Hawthorne inne. Außerdem trat sie in sechs Folgen von Dexter auf. Von 2010 bis 2013 spielte sie in The Secret Life of the American Teenager die Rolle von Nora, der biologischen Mutter von Daren Kagasoffs Rolle Ricky.

## Filmografie (Auswahl)
- 1988: Mr. Belvedere (Fernsehserie, Folge 4x15)
- 1988–1989: Raumschiff Enterprise: Das nächste Jahrhundert (Star Trek: The Next Generation, Fernsehserie, 2 Folgen)
- 1989: Hunter (Fernsehserie, Folge 5x20)
- 1990: Doctor Doctor (Fernsehserie, 4 Folgen)
- 1992: Critters 4 – Das große Fressen geht weiter (Critters 4)
- 1992–1999: Verrückt nach dir (Mad About You, Fernsehserie, 68 Folgen)
- 1992: Eine Klasse für sich (A League of Their Own)
- 1995: The Final Cut – Tödliches Risiko (The Final Cut)
- 1996: Chicago Hope – Endstation Hoffnung (Chicago Hope, Fernsehserie, Folge 3x03)
- 1997–1998: Dellaventura (Fernsehserie, 14 Folgen)
- 2000: Mysterious Ways (Fernsehserie, Folge 1x03)
- 2001: Planet der Affen (Planet of the Apes)
- 2001: Dharma & Greg (Fernsehserie, 4 Folgen)
- 2001: CSI: Vegas (CSI: Crime Scene Investigation, Fernsehserie, Folge 2x11)
- 2004–2005: The L Word – Wenn Frauen Frauen lieben (The L Word, Fernsehserie, fünf Folgen)
- 2004: Monk (Fernsehserie, Folge 3x04)
- 2005: Without a Trace – Spurlos verschwunden (Without a Trace, Fernsehserie, Folge 3x12)
- 2005: Six Feet Under – Gestorben wird immer (Six Feet Under, Fernsehserie, 6 Folgen)
- 2005: Heart of the Beholder
- 2005–2006: Related (Fernsehserie, 10 Folgen)
- 2006–2007: Close to Home (Fernsehserie, 3 Folgen)
- 2007: Dr. House (House, Fernsehserie, Folge 3x17)
- 2007: Tell Me You Love Me (Fernsehserie, 2 Folgen)
- 2007: Ghost Whisperer – Stimmen aus dem Jenseits (Ghost Whisperer, Fernsehserie, Folge 3x09)
- 2008: The Cleaner (Fernsehserie, Folge 1x07)
- 2008: Dexter (Fernsehserie, 6 Folgen)
- 2009: Die Zauberer vom Waverly Place (Wizards of Waverly Place, Fernsehserie, 2 Folgen)
- 2009: Castle (Fernsehserie, Folge 2x07)
- 2009–2011: Hawthorne (Fernsehserie, 19 Folgen)
- 2010–2013: The Secret Life of the American Teenager (Fernsehserie, 43 Folgen)
- 2012: The Finder (Fernsehserie, Folge 1x13)
- 2012: Drop Dead Diva (Fernsehserie, Folge 4x04)
- 2012: Franklin & Bash (Fernsehserie, Folge 2x08)
- 2014: The Taking of Deborah Logan
- 2014: Hart of Dixie (Fernsehserie, 4 Folgen)
- 2015: Zone 2
- 2017: 7 From Etheria
- 2019: Bombshell – Das Ende des Schweigens (Bombshell)
- 2021: Violet
- 2021–2022: Ordinary Joe (Fernsehserie, 10 Folgen)
- 2023: Brooklyn 45